# Palkovice
Palkovice – wieś gminna w kraju morawsko-śląskim, w powiecie Frydek-Mistek w Czechach. Leży w historycznym regionie Moraw około 5 kilometrów na południowy zachód od centrum miasta Frydek-Mistek. 
Wzmiankowane po raz pierwszy 25 lutego 1437 roku w dokumencie cesarza Zygmunta Luksemburskiego, choć możliwe że już wcześniej miejscowość funkcjonowała pod inną nazwą. 
W 1534 biskup ołomuniecki Stanisław Thurzo potwierdził przywilej Martinowi, wójtowi Palkovic.
W granicach administracyjnych Palkovic znajduje się także wieś Myslík.

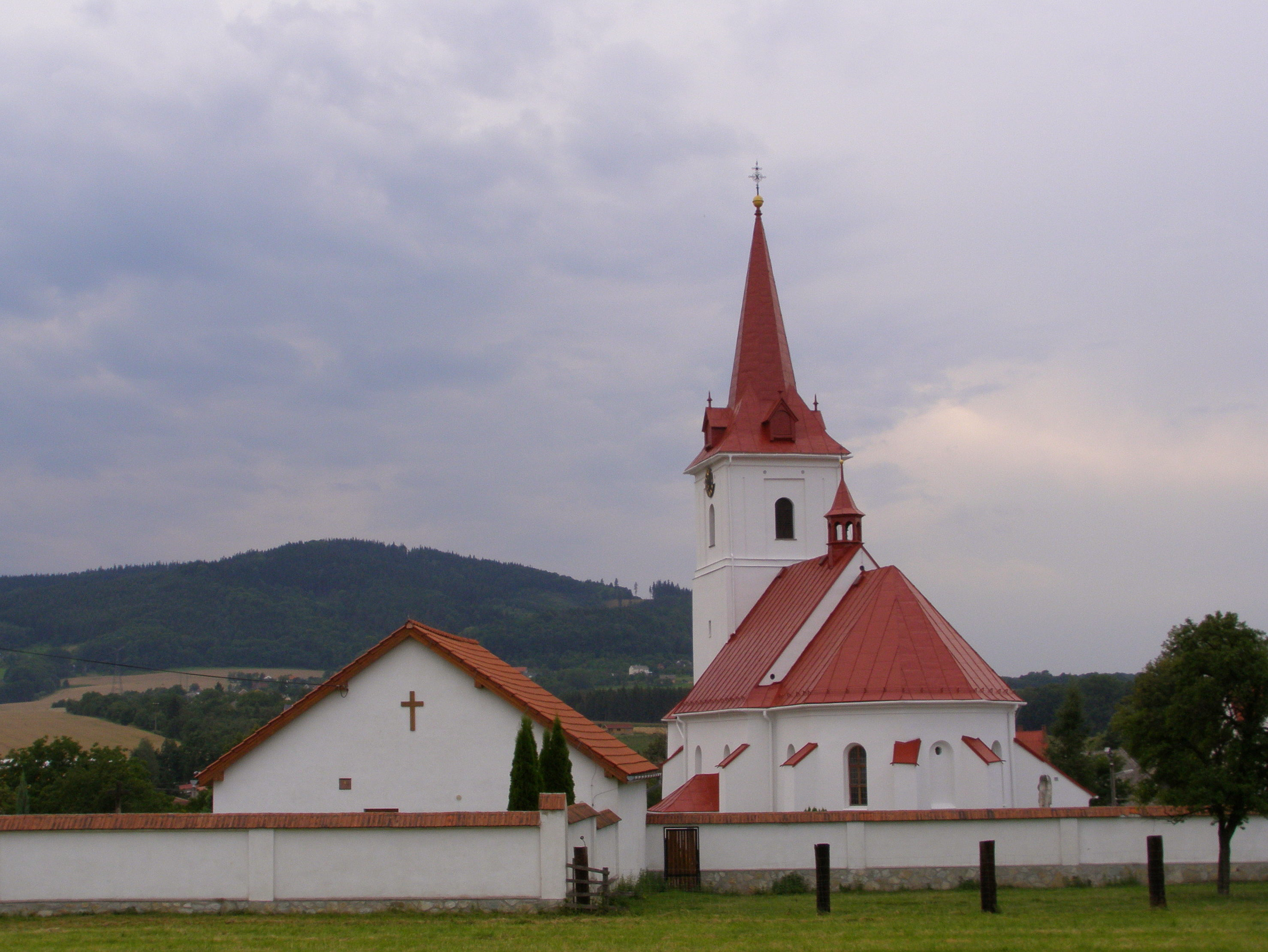
Kościół św. Jana Chrzciciela
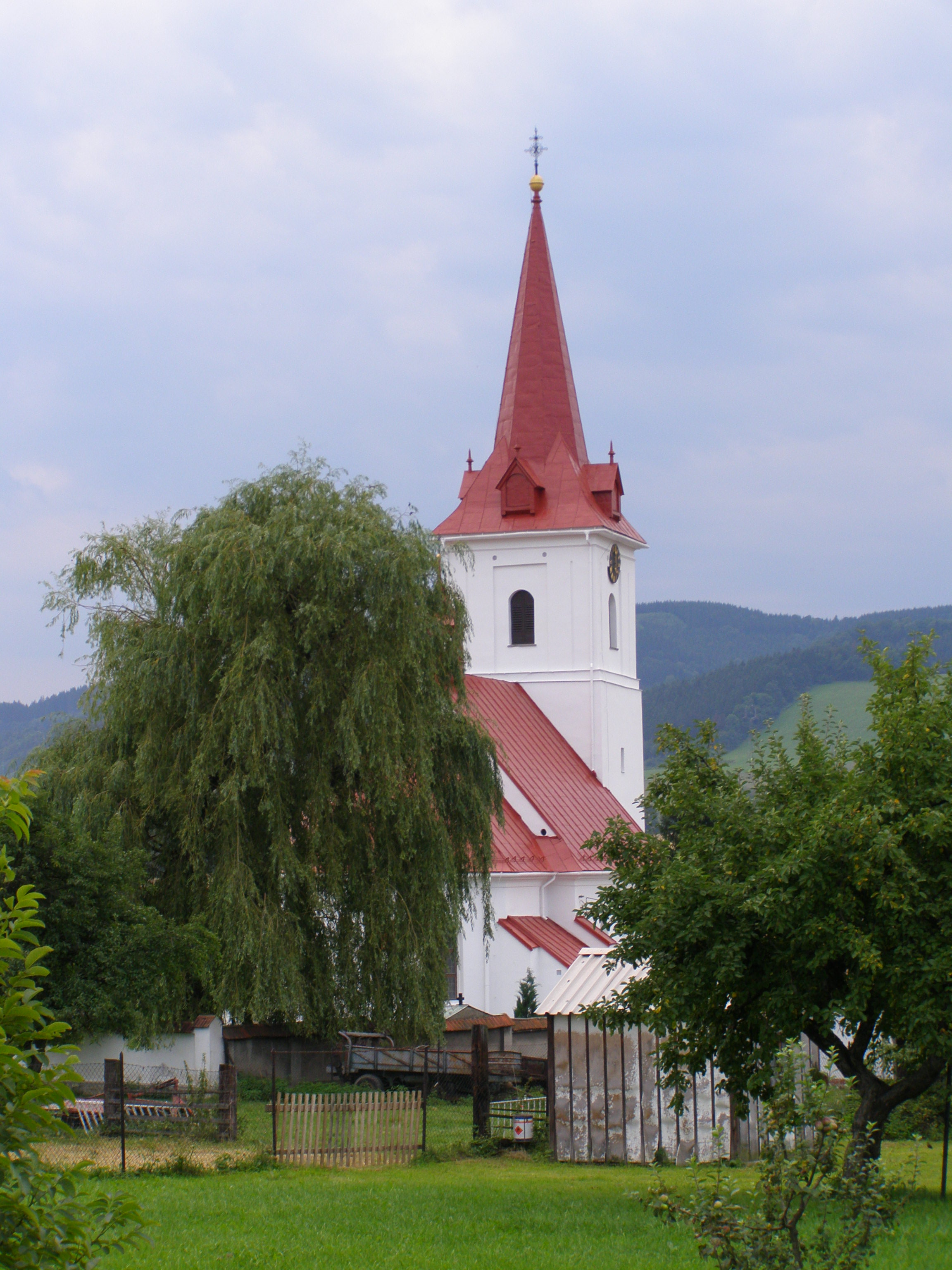
Kościół św. Jana Chrzciciela
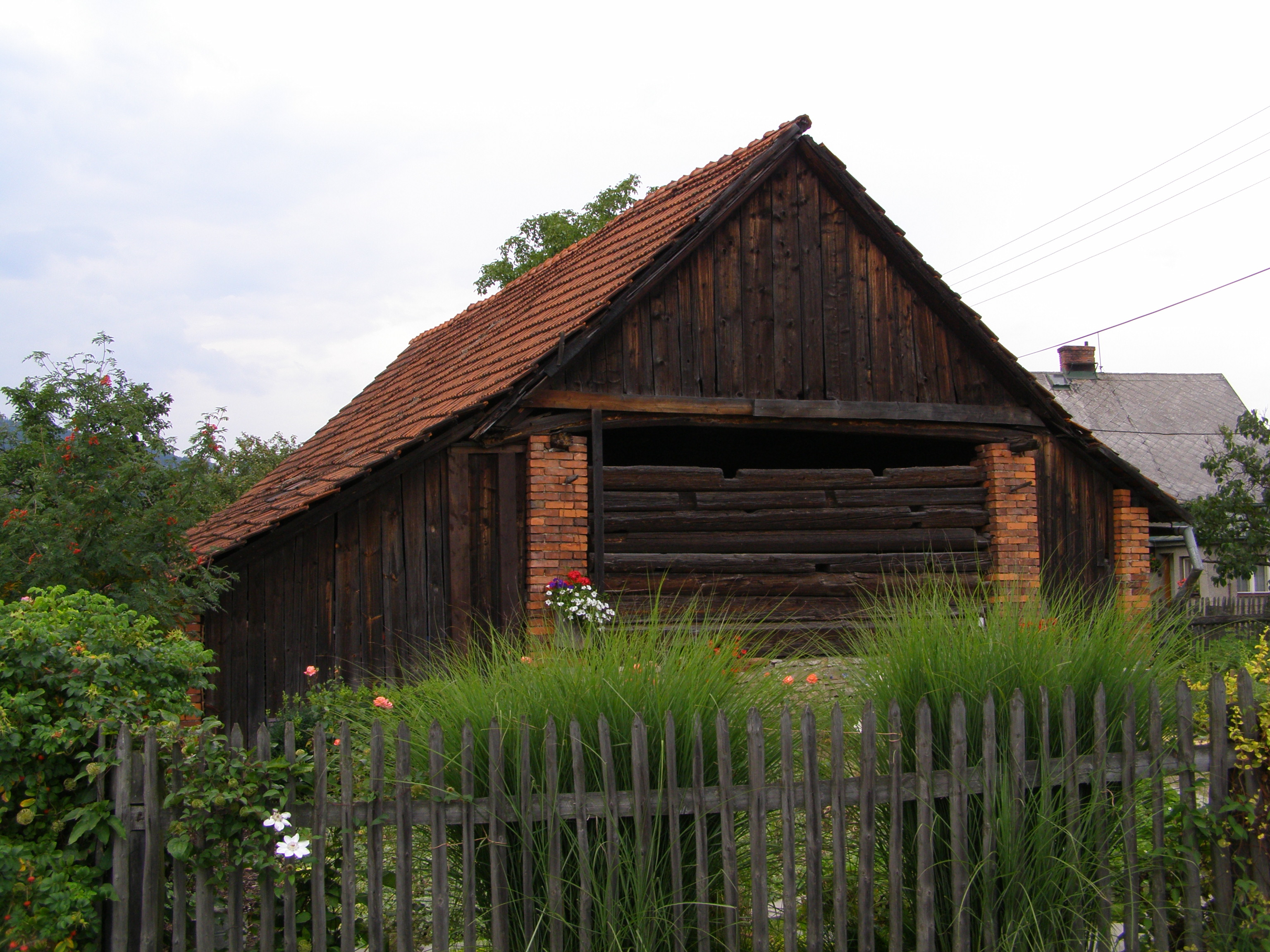
Stodoła w Palkovicach
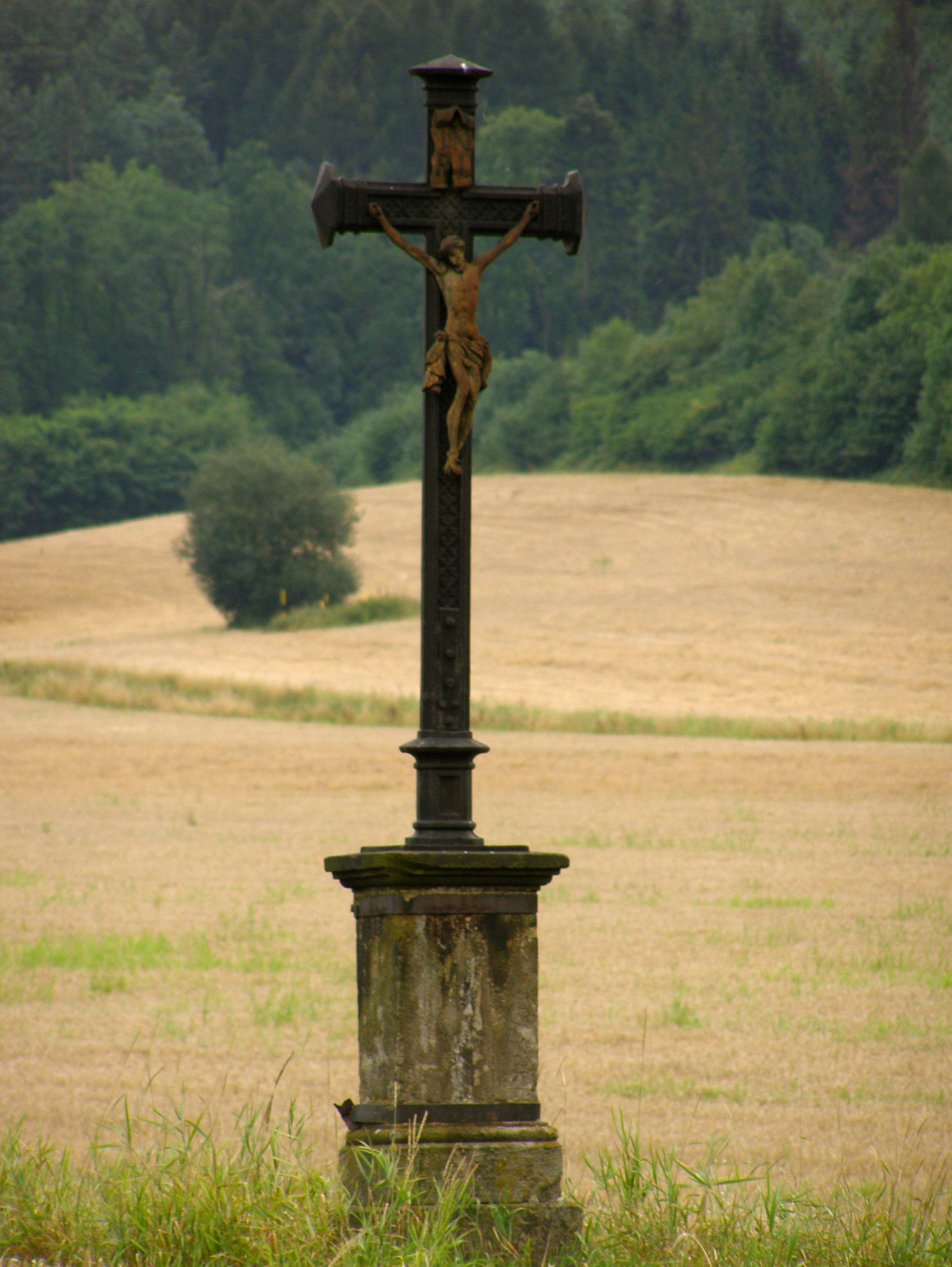
Krzyż przydrożny